# Tinh trung Nhạc Phi
Tinh trung Nhạc Phi (tiếng Trung: 精忠岳飞; Phiên âm: Jīng Zhōng Yuè Fēi) là một bộ phim truyền hình thể loại dã sử cổ trang của Trung Quốc, với nội dung kể về cuộc đời Nhạc Phi, một danh tướng thời nhà Tống và anh hùng dân tộc Trung Hoa, có công lao kháng chiến chống sự xâm lược của Đế chế Kim ở phương Bắc. Cốt truyện phim dựa trên các nguồn tài liệu lịch sử và những yếu tố hư cấu từ tiểu thuyết Thuyết Nhạc Toàn Truyện, những câu chuyện dân gian khác về cuộc đời của vị tướng này.
Diễn viên Huỳnh Hiểu Minh đóng vai nhân vật tiêu đề, bộ phim bắt đầu được bấm máy vào năm 2011. Kinh phí sản xuất phim vào khoảng hơn 200 triệu Yên (khoảng 30 triệu USD). Tập đầu tiên được công chiếu vào ngày 4 tháng 7 năm 2013.
Bộ phim còn có tên tiếng Anh là "The Last Hero" (nghĩa là "Anh hùng cuối cùng", do Nhạc Phi được coi là người anh hùng cuối cùng của Hán tộc, sau thời Nhạc Phi thì người Hán suy yếu hẳn, Trung Quốc bị người Mông Cổ, người Mãn Châu thay nhau cai trị). Trong bộ phim, Huỳnh Hiểu Minh và nữ ca sĩ Đàm Tinh còn trình bày ca khúc nổi tiếng Tinh trung truyền kỳ (精忠傳奇) - ca khúc thể hiện sự bi hùng, bi tráng và bi thương của Nhạc Phi.

## Nội dung
Phim mô tả cuộc đời truyền kỳ của danh tướng Nhạc Phi, từ lúc là một binh sĩ bình thường cho đến khi trở thành thống soái chống quân Kim. Nhạc Phi thiếu thời có cơ duyên từng được thọ giáo các vị danh thần Lưu Cáp, Hàn Tiêu Trụ, Tông Trạch, Lý Cương, Trương Sở về quân sự; trải qua hai mươi năm phấn dũng kháng Kim, thân trải trăm trận, cuối cùng bị gian thần Tần Cối bức hại, chết oan ở Phong Ba đình.

## Diễn viên

### Gia đình họ Nhạc
- Huỳnh Hiểu Minh vai Nhạc Phi: Một viên tướng lừng danh của nhà Tống, có lòng trung thành và tài kiêm văn võ, lập công lao trong chiến dịch kháng Kim. Nhưng cuối cùng ông bị gian thần là Tần Cối bày mưu hãm hại và bị xử tử. Về sau được hậu thế minh oan.
- Lâm Tâm Như vai Lý Hiếu Nga: Thê tử của Nhạc Phi, là người trung hậu và luôn sát cánh cùng Nhạc Phi vượt qua nhiều biến cố. Bà cùng gia đình đã bị đưa đi lưu đày sau khi Nhạc Phi bị hành quyết.
- Trịnh Phối Phối vai Nhạc mẫu Diêu thị: Mẹ đẻ của Nhạc Phi, bà luôn dạy dỗ Nhạc Phi phải ra sức vì triều đình và xăm lên lưng Nhạc Phi bốn chữ Tận trung báo quốc.
- Chu Bân vai Nhạc Vân: Con trai trưởng của Nhạc Phi, có tài võ nghệ, lớn lên gia nhập quân họ Nhạc, chiến đấu chống lại quân Kim. Sau khi Nhạc Phi bị hại, Nhạc Vân cũng bị chém đầu cùng Trương Hiến.
- Trương Chỉ Khê vai Nhạc An Nương: Con gái lớn của Nhạc Phi, sau khi Nhạc Phi bị vu oan, gia đình bị ngự lâm quân vây bắt, cô đã nhảy giếng tự vẫn.
- Vạn Trường Hào vai Nhạc Đình: Con trai út của Nhạc Phi, bị đưa đi lưu đày với gia đình sau cái chết của ông.
- Cao Ngọc Thanh vai Diêu Cổn: Cậu ruột của Nhạc Phi, có tính ham mê cờ bạc, nhiều lần gián tiếp gây tai họa cho nhà họ Nhạc. Cuối cùng Nhạc Phi bất đắc dĩ phải giết ông ta.
- Dương Chính vai Nhạc Tường: Em trai của Nhạc Phi, làm phụ bếp trong doanh trại, bị Dương Tái Hưng giết chết trong một lần xung trận.
- Triệu Viên Viên vai Chuyên Nhi: Con dâu nhà họ Nhạc, là thê tử của Nhạc Vân.

### Nhạc gia quân
- Trương Gia Nghê vai Ngô Tố Tố: Một nữ thích khách và là thành viên cốt cán của Trung Nghĩa Xã, sau cô trở thành thuộc hạ của Nhạc Phi và làm công việc mật thám cho Nhạc gia quân.
- Nghiêm Yến Long vai Vương Quý: Tướng lĩnh thân cận và huynh đệ của Nhạc Phi, đứng thứ hai trong trong Nhạc gia quân. Về sau Vương bị Tần Cối dùng thủ đoạn bức cung để ép ông vu khống tội cho Nhạc Phi.
- Vương Hải Tường vai Dương Tái Hưng: Mãnh tướng dưới trướng Nhạc Phi, xuất thân là sơn tặc bộ hạ của Tào Thành. Sau đã được Nhạc Phi giác ngộ và gia nhập Nhạc gia quân, chống người Kim phương Bắc.
- Thôi Lâm vai Trương Hiến: Phó tướng thân cận của Nhạc Phi, từng đi theo tướng Trương Sở. Về sau do không chịu phản bội chủ tướng nên bị hành hình cùng Nhạc Vân.
- Khang Khải vai Ngưu Cao: Tướng lĩnh và huynh đệ của Nhạc Phi, tính tình khẳng khái, ngay thẳng nhưng có phần thô lỗ.
- Vương Cử vai Trương Dụng: Anh em kết nghĩa với Nhạc Phi, có tính cách tham vàng bạc nhưng cũng nhiều lần giúp đỡ Nhạc gia quân.
- Vương Trí vai Ô Thi Mạn: Một cô gái đến từ nước Tây Hạ, sau trở thành vợ của Trương Dụng.
- Trương Vân vai Phó Khánh: Thuộc tướng của Nhạc Phi, ban đầu nghiện rượu nặng, sau đã dần hồi tỉnh và được Nhạc Phi dẫn dắt.
- Trương Địch vai Lương Hưng: Bộ tướng của Nhạc Phi đồng thời là thủ lĩnh của Trung Nghĩa Xã, thực hiện công tác tình báo cho Nhạc gia quân.
- Ngô Tú Ba vai Cao Sủng: Một người bằng hữu của Nhạc Phi, là hậu duệ danh tướng Cao Hoài Đức.
- Lưu Thi Thi vai Dương thị: Vợ của Cao Sủng.

### Hoàng gia và quan chức nhà Tống
- Đinh Tử Tuấn vai Tống Cao Tông Triệu Cấu: Hoàng đế tứ mười của nhà Tống, ông cùng triều đình đã rút chạy về phía Nam sau khi kinh đô Biện Lương bị quân Kim công phá. Ban đầu ông trọng dụng Nhạc Phi, nhưng sau này lại nghe lời Tần Cối vu cáo mà cho xử tử Nhạc Phi và lưu đày gia đình ông.
- La Gia Lương vai Tần Cối: Tể tướng nhà Nam Tống, uy quyền to lớn, nhưng lại là gian tặc cấu kết với quân Kim, hãm hại Nhạc Phi.
- Thiệu Binh vai Hàn Thế Trung: Một thống soái lừng danh của quân Tống, bạn bè hữu nghị với Nhạc Phi. Ông từng chất vấn Tần Cối về việc của Nhạc Phi nhưng không thành.
- Trương Hinh Dư vai Lương Hồng Ngọc: Thê tử của Hàn Thế Trung, bà tuy là nữ nhân nhưng cũng giỏi võ nghệ và hay theo chồng ra trận.
- Thi Ngạn Kinh vai Tống Huy Tông Triệu Cát: Hoàng đế thứ tám nhà Tống, ông là người ham mê ca múa hội họa mà không màng chính sự, cuối cùng bị quân Kim bắt sống đem lên phia Bắc sau khi kinh thành thất thủ.
- Lưu Thần Hà vai Vi Thái Hậu: Bà là vợ lẽ của vua Huy Tông và là mẹ đẻ của vua Cao Tông Triệu Cấu.
- Thành Vũ vai Tống Khâm Tông Triệu Hoàn: Hoàng đế thứ chín nhà Tống, bị người Kim bắt về phương Bắc với vua cha.
- Nhan Lệ Dương vai Chu Hoàng Hậu: Vợ của vua Khâm Tông.
- Huỳnh Tiểu Qua vai Khang vương phi Hình Bỉnh Ý / Hoàng hậu Ngô Thược Nhân: Hai người vợ có dung mạo giống y hệt nhau của vua Cao Tông.
- Trương Quốc Khanh vai Sái Kinh: Đại thần dưới thời vua Huy Tông, là tham quan lũng loạn triều đình, liên tiếp bác bỏ các ý kiến của Lý Cương, dẫn đến việc thành Khai Phong bị quân Kim chiếm đóng.
- Trình Lục Nhất vai Trương Bang Xương: Cựu tể tướng của nhà Tống, sau khi Biện Kinh thất thủ, ông được người Kim đưa lên làm vua nhưng đã từ chối ngôi vị và bỏ chạy về phía Nam với Tống Cao Tông, nhưng cuối cùng vẫn bị vua Tống ban cho tự vẫn.
- Hạ Cương vai Uông Bá Ngạn: Một viên quan cấp cao của nhà Tống, từng là thầy giáo và có ơn với Tần Cối, nhưng sau cùng ông bị chính Tần hãm hại mà bị bãi miễn chức quan.
- Trần Chi Huy vai Lưu Cáp: Chủ tướng đầu tiên của Nhạc Phi.
- Lô Dũng vai Tông Trạch: Chỉ huy tối cao của quân Tống, cấp trên của Nhạc Phi, rất nể trọng Nhạc và nhiều lần cứu giúp.
- Lưu Quý vai Lý Cương: Một quan chức nhà Tống, đứng đầu phái chủ chiến, nhưng ý kiến của ông không được lắng nghe gây ra việc quân Kim đánh chiếm Biện Kinh. Sau do trái ý vua Cao Tông nên ông đã từ quan về ở ẩn.
- Điền Kinh Tuyền vai Triệu Đỉnh: Một trung thần của nước Tống dưới thời Cao Tông, nhưng do chống đối với Tần Cối nên ông bị Tần lập mưu đảy đi lưu đày và sát hại.
- Vương Lực vai Đỗ Sung: Tổng chỉ huy của quân Tống, thay chức Tông Trạch sau khi ông này qua đời, tuy nhiên sau đó lại đầu hàng nước Kim.
- An Á Bình vai Vương Tiếp: Phó tướng của Đỗ Sung, từng nhiều lần mâu thuẫn với Nhạc Phi. Sau đã trá hàng Nhạc Phi để tìm cơ hội ám sát Nhạc, tuy nhiên kế hoạch không thành và bị Nhạc gia quân giết chết.
- Tăng Hồng Sinh vai Mặc Kỳ Tiết: Một quan chức thân tín của Tần Cối, có liên quan đến âm mưu vu cáo Nhạc Phi.
- Dương Thắng vai Trương Tuấn: Một viên tướng đứng về phe chủ hòa của Tần Cối trong triều đình.
- Dĩnh Nhi vai Mỹ nhân Giang Nam: Một giai nhân người phương Nam, được vua Cao Tông ban cho Nhạc Phi làm thiếp, tuy nhiên Nhạc Phi đã từ chối hôn sự này.
- Vương Âu vai Triệu Tiểu Mạn: Con gái của tể tướng Triệu Đỉnh, cô giả làm tỳ nữ, đột nhập vào phủ Tần Cối nhằm tìm cơ hội báo thù cho cha.
- Lưu Ân Hữu vai Sài Lương vương: Hoàng thân nhà Tống, thuộc dòng dõi Hậu Chu Thế Tông, nhưng lại bí mật câu kết với người Kim. Cuối cùng kế hoạch bại lộ và bị Nhạc Phi giết chết trên võ đài.

### Đế quốc Kim
- Yoo Seung-jun vai Ngột Truật: Một dũng tướng tinh nhuệ và chủ soái của quân Kim, là địch thủ đối trọng trực tiếp của Nhạc Phi trên chiến trường.
- Khương Trình Dương vai Linh Phi: Vợ của Ngột Truật, em gái của Niêm Một Hát.
- Ngô Trác Hán vai Niêm Một Hát: Đại thống soái nước Kim, anh vợ Ngột Truật, có tính cách ngang tàng và kiêu ngạo.
- Vương Vỹ vai Oát Ly Bất: Một quan chức và hoàng thân nhà Kim, dẫn đầu phái chủ hòa, có liên kết trực tiếp với Tần Cối.
- An Trạch Hào vai Cáp Mê Xi: Một quân sư người Kim, phục vụ dưới trướng Ngột Truật.
- Lý Hạo Hàn vai Vũ Văn Hư Trung: Một cựu quan chức nhà Tống, bị quân Kim bắt được và trở thành tham mưu cho Ngột Truật.
- Lý Chân Kỳ vai Kim Thái Tông Hoàn Nhan Thịnh: Hoàng đế thứ hai của nhà Kim, là chú của Ngột Truật, Oát Ly Bất và Niêm Một Hát.
- Triệu Gia Kỳ vai Kim Hy Tông Hoàn Nhan Đản: Hoàng đế thứ ba của nhà Kim, là cháu gọi Kim Thái Tông bằng ông và gọi Ngột Truật bằng chú.
- Nghiêm Hồng Trí vai Thác Bạt Gia Ô: Võ tướng dưới trướng Niêm Một Hát, thường làm nhiệm vụ đột nhập và liên kết với đạo tặc ở nước Tống.
- Châu Thế Dư vai Hàn Thường: Viên tướng cấp cao bên cạnh Niêm Một Hát.
- Cương Chiêu Dĩ Cát vai Hạ Kim Ô: Tướng lĩnh thân cận của Ngột Truật.
- Tống Văn Bân vai Ô Lăng Tư Mưu: Võ tướng dưới trướng Ngột Truật, làm cận vệ cho hoàng đế nhà Kim.

## Ratings
| Ngày phát sóng | An Huy TV   | An Huy TV | Thiên Kinh TV | Thiên Kinh TV | Sơn Đông TV | Sơn Đông TV | Chiết Giang TV | Chiết Giang TV |
| Ngày phát sóng | Ratings (%) | Rank      | Ratings (%)   | Rank          | Ratings (%) | Rank        | Ratings (%)    | Rank           |
| -------------- | ----------- | --------- | ------------- | ------------- | ----------- | ----------- | -------------- | -------------- |
| 2013.07.04     | 0.652       | 4         | 0.796         | 2             | 0.634       | 5           | 0.483          | 10             |
| 2013.07.05     | 0.639       | 4         | 0.675         | 3             | 0.505       | 6           | 0.461          | 9              |
| 2013.07.06     | 0.672       | 3         | 0.551         | 6             | 0.644       | 4           | 0.446          | 10             |
| 2013.07.07     | 0.704       | 4         | 0.779         | 3             | 0.638       | 6           | 0.626          | 8              |
| 2013.07.08     | 0.637       | 5         | 0.706         | 3             | 0.636       | 6           | 0.669          | 4              |
| 2013.07.09     | 0.716       | 5         | 0.772         | 4             | 0.668       | 6           | 0.614          | 10             |
| 2013.07.10     | 0.607       | 7         | 0.747         | 4             | 0.628       | 6           | 0.710          | 5              |
| 2013.07.11     | 0.596       | 6         | 0.682         | 4             | 0.704       | 3           | 0.645          | 5              |
| 2013.07.12     | 0.651       | 4         | 0.608         | 6             | 0.708       | 3           | 0.615          | 5              |
| 2013.07.13     | 0.684       | 3         | 0.623         | 5             | 0.638       | 4           | 0.547          | 8              |
| 2013.07.14     | 0.631       | 6         | 0.669         | 5             | 0.698       | 3           | 0.688          | 4              |
| 2013.07.15     | 0.677       | 7         | 0.695         | 5             | 0.73        | 4           | 0.687          | 6              |
| 2013.07.16     | 0.702       | 4         | 0.69          | 5             | 0.50        | 10          | 0.672          | 8              |
| 2013.07.17     | 0.705       | 5         | 0.624         | 7             | 0.611       | 9           | 0.725          | 4              |
| 2013.07.18     | 0.770       | 4         | 0.754         | 5             | 0.607       | 6           | 0.876          | 3              |
| 2013.07.19     | 0.600       | 5         | 0.633         | 4             | 0.488       | 8           | 0.939          | 2              |
| 2013.07.20     | 0.637       | 5         | 0.640         | 4             | 0.501       | 8           | 0.692          | 3              |
| 2013.07.21     | 0.558       | 5         | 0.670         | 4             | 0.522       | 9           | 0.835          | 3              |
| 2013.07.22     | 0.638       | 5         | 0.668         | 4             | 0.596       | 7           | 0.686          | 3              |
| 2013.07.23     | 0.565       | 6         | 0.593         | 5             | 0.601       | 4           | 0.815          | 3              |
| 2013.07.24     | 0.608       | 4         | 0.508         | 8             | 0.560       | 5           | 0.782          | 3              |
| 2013.07.25     | 0.551       | 7         | 0.612         | 6             | 0.676       | 4           | 0.855          | 3              |
| 2013.07.26     | 0.590       | 6         | 0.514         | 9             | 0.527       | 8           | 0.912          | 4              |
| 2013.07.27     | 0.535       | 7         | 0.593         | 5             | 0.567       | 6           | 0.698          | 4              |
| 2013.07.28     | 0.540       | 6         | 0.567         | 5             | 0.583       | 4           | 0.806          | 3              |
| 2013.07.29     | 0.762       | 4         | 0.612         | 8             | 0.638       | 7           | 0.730          | 5              |